# Ernst Poensgen

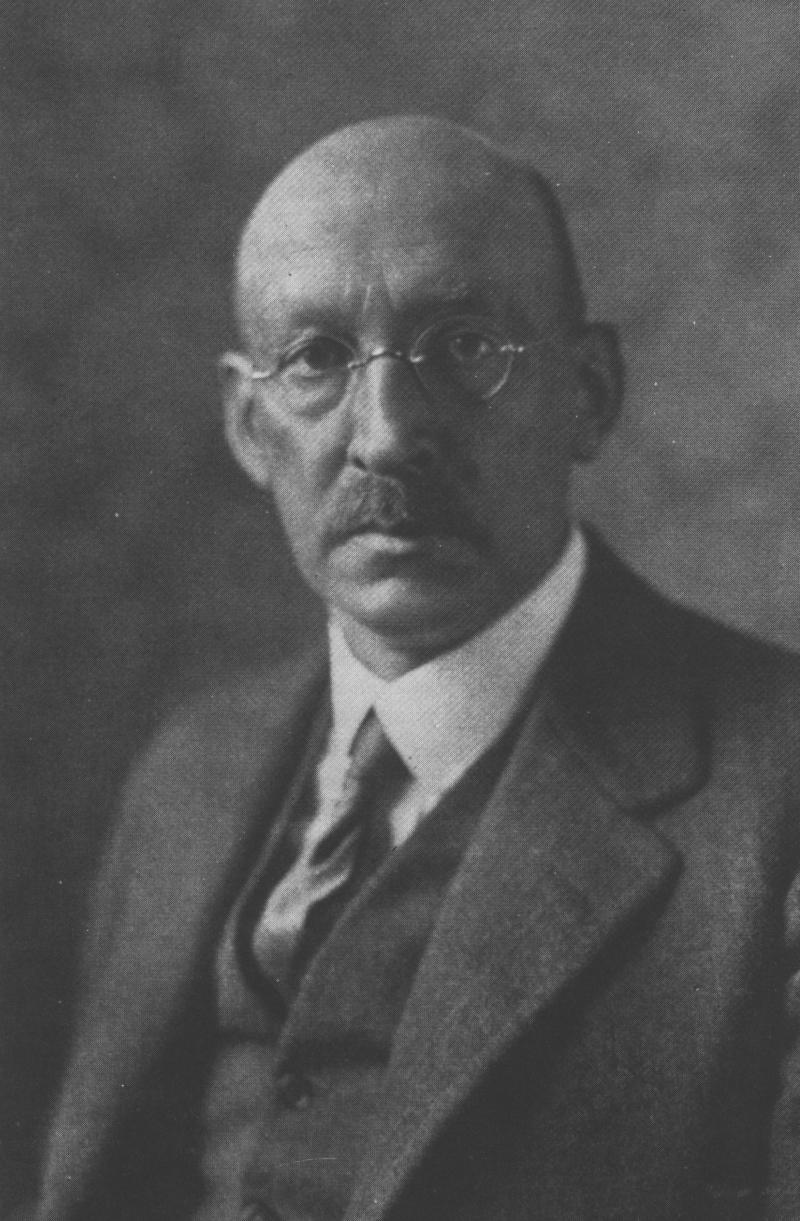
Ernst Poensgen 1926

Carl Albert Ernst Poensgen (* 19. September 1871 in Düsseldorf; † 22. Juli 1949 in Bern) war ein deutscher Unternehmer und Mäzen der Stadt Düsseldorf und stammte von der weitverzweigten Eifeler Reidemeisterfamilie Poensgen ab.

## Leben

### Ausbildung
Ernst Poensgen schloss seine Schullaufbahn mit dem Abitur 1890 an dem Städtischen Realgymnasium und Gymnasium an der Klosterstraße in Düsseldorf ab und studierte von 1890 bis 1892 Mathematik und Chemie an der Universität Straßburg, wo er Mitglied des Corps Rhenania wurde. Seinen Militärdienst absolvierte er als Einjährig-Freiwilliger im königlich preußischen Feldartillerie-Regiment Nr. 15 und studierte anschließend von 1892 bis 1895 Bergbau- und Hüttenwesen an der Technischen Hochschule Berlin-Charlottenburg und der Bergakademie Berlin. 1895 trat er ein einjähriges Praktikum in der Friedenshütte in Oberschlesien an.

### Von 1896 bis 1929
1896 wurde Poensgen Betriebsingenieur, dann Prokurist und 1901 Betriebsdirektor des Familienunternehmens Düsseldorfer Röhren- und Eisenwalzwerke AG, deren Anlagen er nach mehreren Studienaufenthalten in den Vereinigten Staaten grundlegend verbesserte.
1904 wurde in Düsseldorf die Stahlwerksverband AG (auch „Stahlwerkverband“) gegründet. Sie beherrschte zusammen mit dem oberschlesischen Stahlwerksverband die gesamte deutsche und luxemburgische Stahlindustrie. Poensgen war an der Gründung beteiligt und begann damit seine lebenslange Verbandstätigkeit. 1905 verlegte der Stahlwerksverband seinen Sitz nach Düsseldorf und gab den Auftrag zum Bau seiner Zentrale im Düsseldorfer Stahlhof.
Poensgen wurde ebenfalls 1905 Vorstandsmitglied der Düsseldorfer Röhren- und Eisenwalzwerke AG, 1911 nach der Verschmelzung mit der „Phönix“ AG für Bergbau und Hüttenbetrieb, an der die Familie Anteile hatte, deren Vorstandsmitglied.
Ernst Poensgen wohnte mit Familie in der Prinz-Georg-Straße 15 im Haus der Erben des Architekten Bernhard Budde. Von 1910 bis 1911 ließ er sich in der Malkastenstraße 11 von dem Architekten Max Wöhler ein Stadtpalais bauen. Nebenan in der Nr. 13, welche in Nr. 15 umbenannt wurde, entstand zeitgleich das Stadtpalais des Persil-Erfinders Hugo Henkel.
Von 1914 bis zur Auflösung 1933 war er Vorsitzender des Arbeitgeberverbandes Nordwest des Vereins der Deutschen Eisen- und Stahlindustrieller.
Nach Ausbruch des Ersten Weltkriegs meldete sich Ernst Poensgen freiwillig zum Militär. Er wurde im Winter 1914/1915 als Batteriechef in Galizien eingesetzt, ab Frühjahr 1915 war er in der Militärverwaltung des besetzten Belgiens mit der Kontrolle der dortigen Stahlindustrie beauftragt. 1916 wurde er vom Dienst freigestellt und arbeitete als technischer Leiter des Phönix-Konzerns in (Dortmund-)Hörde. Er trat auch dem „Deutschen Stahlbund“ bei, einer während des Ersten Weltkriegs bestehenden Organisation zur Sicherstellung der militärischen Eisen- und Stahl-Bedürfnisse. Für seine Verdienste um die Kriegswirtschaft wurde ihm das Kriegsverdienstkreuz I. Klasse verliehen.
Nach dem Frieden von Brest-Litowsk im März 1918 mit Russland gehörte Poensgen zu den 15 Vertretern der deutschen Schwerindustrie, die im Düsseldorfer Stahlhof darüber berieten, wie sich die deutsche Industrie nach dem Verlust der deutschen Seegeltung „auf dem euro-asiatischen Kontinent […] schadlos halten könnten“ (George Hallgarten). Sie planten eine vom Reich zu finanzierende riesenhafte Ausweitung der deutschen Exporte nach Osten. Poensgens Phoenix AG war beteiligt, als die finanziellen Grundlagen dieses Plans am 4. Juni 1918 zusammen mit Bankiers im Reichswirtschaftsamt durchgeplant wurde.
Ernst Poensgen trat 1919 in die von Gustav Stresemann geprägte und anfangs monarchistisch, später republikanisch ausgerichtete Deutsche Volkspartei (DVP) ein.
Nach dem Ersten Weltkrieg war die Ordnungsmacht der Länder und des Deutschen Reichs schwer erschüttert. Die rheinisch-westfälische Schwerindustrie nutzte dies dazu, ihren Einfluss für eine marktbeherrschende Stellung zu bündeln. Dabei konnte der von ihr bereits 1871 gegründete Langnam-Verein eine zunehmend selbstständige Wirtschaftspolitik machen. Ziel war es, in Deutschland ein „vertikales“ Monopol für Kohle, Koks, Gas und Stahl einzurichten.
1924 wurde in diesem Zusammenhang als Ergänzung des Stahlwerksverbandes unter Mitwirkung von Poensgen die (deutsche) Rohstahlgemeinschaft gegründet.
Außerdem war Poensgen seit den 1920er Jahren auch um internationale Vereinbarungen im Stahlbereich bemüht. In enger Abstimmung mit dem Reichswirtschaftsministerium wurden zunächst bilateral mit Frankreich Verhandlungen über gegenseitige Handelsfragen geführt. Sie waren überlagert durch Versuche der beiden Regierungen, zwischenstaatliche Handelsabkommen zu erzielen, wobei seitens der Reichsregierung auch die Rückkehr der bisher französisch besetzten Gebiete von Bedeutung war. Im Rahmen der Aufnahme des Deutschen Reichs in den Völkerbund war Poensgen außerdem als Mitglied der deutschen Delegation Wortführer bei den Beratungen zur Neuordnung der internationalen Eisenwirtschaft. Dabei gewann er international weithin Anerkennung und wurde z. B. vom British Iron and Steel Institute zum Ehrenmitglied ernannt.
Anfang 1926 gründete Poensgen zusammen mit Emil Kirdorf und Fritz Thyssen die Vereinigte Stahlwerke AG (auch „VSt“, „Vestag“ oder „Stahlverein“ genannt). Sie war ein Zusammenschluss von anfänglich sieben Firmengruppen (Thyssen, „Phönix“, Bochumer Verein u. a.) und zählte 1937/1938 mit 194.000 Beschäftigten zu den größten deutschen Unternehmen. Poensgen wurde zunächst stellvertretender Vorstandsvorsitzender, ab 1935 Vorstandsvorsitzender des Konzerns.
Schon im Gründungsjahr wurde seitens der „Vereinigten Stahlwerke“ versucht, auch die Gaswirtschaft reichsweit zu kontrollieren. Geplant war, vom Ruhrgebiet aus das übrige Deutschland mit einem Netz von Fernleitungen zu überziehen, in denen unter dem Schutz des Syndikats billig hergestelltes Hochofen-Gas in Konkurrenz zu den noch unabhängig gebliebenen lokalen Gaswerken vertrieben werden sollte. Letzteren wiederum sollte keine Kohle mehr zur Gasproduktion geliefert werden. Treibende Kraft dieser Pläne waren neben Ernst Poensgen der Generaldirektor der „Vereinigten Stahlwerke“ Albert Vögler, Fritz Thyssen, Gustav Krupp von Bohlen und Halbach und der Generaldirektor der Stinnes-Zechen Alfred Pott. Man gründete mit dem Ziel der reichsweiten Vorherrschaft die Kohlenverwertungs-AG, die 1928 den heute bekannteren Namen Ruhrgas AG erhielt. Zu den vom Kartell verwendeten Mitteln gehörte auch das, was man heute 'Lobby-Arbeit' oder 'Pflege der politischen Landschaft' nennen würde – auch unter Einschluss demokratiefeindlicher rechtsradikaler Kräfte. Demgegenüber wies vor allem der Deutsche Verein von Gas- und Wasserfachmännern (getragen von den kommunalen Gasversorgern) auf die volks- und betriebswirtschaftlichen Nachteile des geplanten Monopols hin. Zunehmend schlossen sich dieser Sichtweise die Presse, die Parlamente und schließlich auch die Regierungen der Weimarer Republik an. Der Plan zur reichsweiten Alleinversorgung durch die Ruhrgas AG scheiterte.
Am 10. September 1926 wurde das Deutsche Reich in den Völkerbund aufgenommen. Poensgens gute internationale Kontakte waren schließlich eine der Grundlagen dafür, dass er als Vizepräsident am 1. Oktober 1926 zusammen mit Emil Mayrisch als Präsidenten und Fritz Thyssen die Internationale Rohstahlgemeinschaft (IRG, auch: „Internationales Stahlkartell“, „International Steel Cartel“) gründen konnte. Dies war ein europäisches Kartell ausgewählter Unternehmen aus Belgien, Deutschland, Frankreich, Luxemburg und des (damals zollrechtlich selbständigen) Saargebiets. Es sollte ihnen Schutz vor Konkurrenz im eigenen Land und auf dritten Märkten verschaffen. 1927 schlossen sich dem Kartell auch Österreich, Ungarn, die Tschechoslowakei und schließlich Großbritannien an. Deutschland trat wie schon bei der Gründung erwogen 1929 aus der Internationalen Rohstahlgemeinschaft mit dem Ziel von Nachverhandlungen zunächst wieder aus.
Poensgens lebenslanger Vertrauter und Vorstandskollege Albert Vögler, 1918 Gründungsmitglied der DVP, trat 1924 aus dieser Partei aus. Spätestens 1928, als die DVP durch Flügelkämpfe an Bedeutung verlor, verließ auch Ernst Poensgen die DVP und trat wie sein Vetter Helmuth Poensgen und andere Teile der Familie in die wesentlich weiter rechts stehende Deutschnationale Volkspartei ein.
Seit der Gründung 1928 gehörte Ernst Poensgen auch zum exklusiven Kreis der Ruhrlade.
1929 wandte er sich gegen den Young-Plan zur Begrenzung der Reparationszahlungen des Deutschen Reichs für den Ersten Weltkrieg. Im selben Jahr wurde er Vorsitzender im Verein Deutscher Eisen- und Stahlindustrieller (heute: Wirtschaftsvereinigung Stahl).

### Krise der Weimarer Republik
Wie die meisten Mitglieder der Ruhrlade und die übrigen Vertreter der Schwerindustrie von Rhein und Ruhr in der Weimarer Republik neigte auch Ernst Poensgen zu den rechts-konservativen Kräften. Er hielt eine autoritäre Regierungsform für besser geeignet, die andauernde schwere Krise des Deutschen Reichs zu beenden als die parlamentarische Demokratie. So forderte er während der Mitgliederversammlung des Vereins am 4. November 1930 entsprechend den Wünschen vieler Mitglieder des Langnam-Vereins nach Ablösung des Weimarer Parlamentarismus durch eine autoritäre Reichspolitik in Abgrenzung gegenüber den ausgleichenden Bemühungen Reichskanzlers Heinrich Brüning einen „Führer, der unser Volk wieder einheitlich und zielbewußt führen möge“. Poensgen bezweifelte, dass Brüning „den Mut und die Kraft habe“, seine politischen Absichten konsequent umzusetzen.
Bei einer Veranstaltung im Hause Emil Kirdorfs, eines dem Nationalsozialismus nahestehenden Unternehmers, bei der Adolf Hitler vor Ruhrindustriellen seine Überzeugungen entfaltete, erklärte Poensgen Ende November 1930, die Unternehmer stünden durchaus hinter der Regierung Brüning, die die gleichen Ziele verfolge wie sie, wenn auch nicht mit der erwünschten Geschwindigkeit. Ansonsten nahm Poensgen zu der unter den Schwerindustriellen umstrittenen Frage einer Regierungsbeteiligung der NSDAP (siehe Großindustrie und Aufstieg der NSDAP) nicht offen Stellung. So beteiligte er sich in der bekannten Veranstaltung vom 26. Januar 1932 im Düsseldorfer Industrie-Club mit einer Rede Hitlers nicht an der Diskussion. Am 27. Januar 1932 nahm er zwar auf Fritz Thyssens Schloss Landsberg an einem Treffen mit führenden Nationalsozialisten teil. Göring versuchte ihn dabei von einer industriefreundlichen Haltung der NSDAP zu überzeugen, indem er Ludwig Grauert, einen Mitarbeiter Poensgens im Verein Deutscher Eisen- und Stahlindustrieller, als Arbeitsminister einer künftigen nationalen Regierung vorschlug. Poensgen stand aber Grauerts Vorstellungen von einem Ständestaat im Sinne Othmar Spanns skeptisch gegenüber, weswegen dieser Kontaktversuch ohne Folgen blieb.
1932 veröffentlichte Poensgen unter dem Pseudonym Horst Hammer und dem Titel Politische Briefe über Schwerindustrie eine Streitschrift gegen alles Linke, „Verweichlichte“ und Pazifistische.

### Zeit des Nationalsozialismus
Die Kampagnen der Nationalsozialisten gegen die DNVP verstärkten sich 1933, obwohl die DNVP zunächst noch Koalitionspartner im Reichstag war. Reichsminister Alfred Hugenberg, Vorsitzender der DNVP, sah sich im April 1933 veranlasst, gegen die Benachteiligung deutschnationaler Beamter und Lehrer öffentlich Einspruch zu erheben. Die Lage der inzwischen zur Deutschnationalen Front (DNF) umbenannten Partei wurde noch schwieriger, als Hugenberg am 26. Juni 1933 seinen Abschied als Reichsminister einreichte. Ernst Poensgen wurde damals in der DNF als einflussreiche Größe angesehen. Er suchte am 27. Juni 1933 zusammen mit den Mitgliedern des DNF-Vorstands Friedrich von Winterfeld und Axel von Freytagh-Loringhoven Reichskanzler Hitler auf, um mit ihm ein Abkommen über die „ehrenvolle Selbstauflösung“ der DNF zu schließen. Das von diesen vier Personen unterschriebene Abkommen wurde von der NS-Presse als „Freundschaftsabkommen“ gemeldet, und folglich beschloss der Vorstand der DNF die Auflösung der DNF.
Poensgen führte seit Ende der Weimarer Republik im Namen des Deutschen Reichs Geheimverhandlungen mit Vertretern der Schwerindustrie von Großbritannien, der Vereinigten Staaten und Frankreichs, um die bisher auf Europa beschränkte Internationale Rohstahlgemeinschaft durch ein Kartell abzulösen, das Deutschland und die Vereinigten Staaten einschließen sollte. Am 1. Juni 1933 wurde diese Internationale Rohstahlexport-Gemeinschaft (IREG) gegründet, der 1935 auch Großbritannien beitrat. Poensgen wurde ihr erster Vizepräsident. Die Absprachen, deren Dokumente durch alliierte Truppen 1945 in Luxemburg gefunden wurden, überdauerten den Bruch des Münchner Abkommens durch Einrichtung des sog. Reichsprotektorats Böhmen und Mähren und endeten erst 6 Monate später mit dem deutschen Überfall auf Polen.
Die wirtschaftspolitischen Maßnahmen und Pläne des NS-Regimes nach der Machtergreifung stießen immer wieder auf Poensgens Kritik. Er widersetzte sich den Plänen des Rüstungs- und Wirtschaftsministeriums zur Etablierung der Reichsvereinigung Eisen (RVE). Seine auch im Namen von Industrieverbänden vorgetragenen Einwände blieben aber ohne Erfolg. So wurde später sein Kollege im Vorstand der Vereinigten Stahlwerke, Hans-Günther Sohl, zum „Wehrwirtschaftsführer“ der RVE ernannt. Im Zuge der Gleichschaltung des Reichsverbands der deutschen Industrie schied Poensgen 1933 aus dem Vorstand aus. Er gründete deshalb mit den Industriellen Wilhelm Zangen, Peter Klöckner, Friedrich Flick, Hermann Reusch, Arthur Klotzbach und Erich Tgahrt einen inoffiziellen „Kleinen Kreis“, auch um Probleme mit Eingriffen der NS-Regierung zu besprechen. 1934 wurde Poensgen jedoch als Nachfolger von Fritz Thyssen Vorsitzender der Wirtschaftsgruppe Eisen schaffender Industrie und von deren regionaler Gruppe Nordwest.
1937 wehrte sich Poensgen zusammen mit Hjalmar Schacht vergeblich gegen die Schaffung der Reichswerke Hermann Göring in Salzgitter und gegen die staatlichen Vierjahrespläne. Den von Albert Speer betriebenen Hauptring Eisen und Stahl kritisierte er als „Überorganisation“. Im selben Jahr verlieh ihm General Georg Thomas, Chef des Wirtschaftsstabs der Wehrmacht, wegen seiner Verdienste für die Aufrüstung den Titel eines Wehrwirtschaftsführers.
Reichswirtschaftsminister Walther Funk verlieh Poensgen 1941 unter Hinweis auf seine Verdienste für die Rüstung die (bereits in der Weimarer Republik eingeführte) Auszeichnung „Adlerschild des Deutschen Reiches“, und General Thomas hielt im selben Jahr zu seinem 70. Geburtstag im Stahlhof von Düsseldorf eine Lobrede auf ihn. Anfang 1942 berief der Reichsminister für Bewaffnung und Munition, Albert Speer, Poensgen noch in den exklusiven Rüstungsrat. Ende Mai 1942 drängten Speer und Funk darauf, dass Poensgen als Leiter der „Reichsvereinigung Eisen“ durch Hermann Röchling abgelöst wurde. Darauf erklärte Poensgen seinen Verzicht auf die Mitgliedschaft im Rüstungsrat und gab in der Folge weitere Ämter auf: So legte er im Juni 1942 die Leitung der Bezirksgruppe Nordwest nieder und trat vom Vorsitz der Rohstahlgemeinschaft zurück. Umgesiedelt nach Kitzbühel in Tirol, teilte er am 15. Oktober 1943 Albert Vögler seinen Rücktritt auch vom Vorsitz des Vorstands der Vereinigten Stahlwerke mit. Dieser ernannte darauf Walter Rohland zum Nachfolger. Poensgen wechselte in den Aufsichtsrat des Unternehmens.
Ernst Poensgen wurde zwar durch das nationalsozialistische Regime schrittweise entmachtet, aber durch das NS-Regime nicht verfolgt. Tatsächlich reiste er noch 1943 ohne Sanktionen von Kitzbühel aus zur Beerdigung eines Schwagers nach Berlin und zurück.
Ernst Poensgen war detailliert und wiederholt über die Massenmorde durch nationalsozialistische Kräfte in den besetzten Ostgebieten unterrichtet worden, auf dem Dienstweg, durch Korrespondenz und Besprechungen und sogar durch Berichte eigener Funktionäre wie die von Ulrich Faulhaber von der Wirtschaftsgruppe Eisenschaffende Industrie. Während des Zweiten Weltkriegs wurden auch von Unternehmen, für die Poensgen zuständig war, Zwangsarbeiter angefordert und in ihnen eingesetzt und diszipliniert. So geht aus Unterlagen der Vereinigten Stahlwerke hervor, dass Poensgen 1942 dem Gesamtvorstand über die „Leistungsergebnisse beim Einsatz sowjetischer Arbeitskräfte“ bei der Gelsenkirchener Bergwerks-AG berichtet hatte. Aus 1943 stammt ein Rundschreiben zu „Rationskürzungen bei disziplinwidrigem Verhalten ausländischer Arbeiter“. Ein Schreiben aus 1944 betrifft den „Deutschunterricht für ausländische Arbeiter“ bei den Vereinigten Stahlwerken.
Poensgen förderte seinen Adoptivsohn Alfred Sohn-Rethel, der von 1908 bis 1912 bei Familie Poensgen lebte, auch dann noch, als dies wegen dessen marxistischer Einstellung im nationalsozialistischen Deutschen Reich gefährlich wurde.
Poensgen erklärte auch wiederholt öffentlich seine Ablehnung der antisemitischen Dogmen des Regimes und schützte jüdische Mitbürger – darunter die jüdische Familie seiner ersten Ehefrau Cohnitz und das Düsseldorfer Schauspielpaar Gustav Lindemann und Louise Dumont. Als Lindemann wegen der Verfemung von Juden nach 1933 aus dem öffentlichen Leben ausscheiden musste, fand er in den Vereinigten Stahlwerken eine Zuflucht bis zum Ende des Regimes. So bezeugte Lindemann später: „Er gefährdete sich selbst, indem er die Rassengesetzgebung unverhohlen ablehnte“.

### Von 1945 bis 1949
Ausgelöst durch alliierte Vorwürfe, dass die Ruhrindustriellen das nationalsozialistische Regime unterstützten, begann Poensgen schon im Februar 1945 Arbeiten an einer Denkschrift Hitler und die Ruhrindustriellen – ein Rückblick. Walter Rohland, der als Poensgens Nachfolger im Vorstand der Vereinigten Stahlwerke nach Kriegsende zunächst im Amt geblieben war, verfasste Anfang Juni 1945 eine an die Besatzungsmacht gerichtete Denkschrift und ließ sie in der Ruhrindustrie zirkulieren. Poensgens Reserviertheit gegenüber dem nationalsozialistischen Regime war allgemein bekannt, ebenso seine guten internationalen Kontakte. Rohland besuchte daher Poensgen in Kitzbühel, wo er dessen Entwurf des Rückblicks nach eigener Angabe „gründlich durchgearbeitet“ hat. Bei der Durchsetzung seiner Absicht mag ihm nicht nur das vorgerückte Alter von Poensgen, sondern auch dessen durch einen Schlaganfall beeinträchtigte Gesundheit geholfen haben. Das Resultat war ein Text, der zwar unter dem Namen von Ernst Poensgen firmierte, aber in seinem zweiten Teil auffallende Ähnlichkeiten zu Rohlands Denkschrift aufweist: „Es steht nicht im Widerspruch zu dieser [die NSDAP ablehnenden] Haltung, wenn ich bekenne, daß wir Ruhrindustriellen nach Ausbruch des Krieges alles, was in unseren Kräften stand, getan haben, um die Rüstungsproduktion qualitativ und quantitativ zu steigern. […] Hier galt für jeden einzelnen: dem Vaterland gegenüber seine Pflicht und Schuldigkeit bis zum letzten zu tun.“ Rohland war es dann auch, der für die schnelle Verbreitung dieses Textes unter Poensgens Namen sorgte. Konrad Adenauer reagierte im Juli 1945 auf den „Rückblick“ zunächst mit einer Erinnerung: 1934 habe ein britischer Politiker ihm berichtet, Ernst Poensgen habe sich mehrfach ihm gegenüber als begeisterter Freund und Verehrer der Partei und Hitlers gezeigt. Dann fährt Adenauer fort: „Anscheinend hat sich die Erinnerung von Herrn Poensgen etwas getrübt.“ Ähnlich reagierte Paul Reusch, der ein Exemplar des „Rückblicks“ mit der Bitte erhalten hatte, „gegebenenfalls die Richtigkeit der Darlegung zu bestätigen“. Reusch ließ sich nicht einspannen, er antwortete: „Ich kann nur wiederholt meiner Bewunderung dafür Ausdruck geben, dass Poensgen trotz des erlittenen Schlaganfalls noch so ein ausgezeichnetes Gedächtnis besitzt“. Den Reigen der Denkschriften zu Gunsten der Ruhrindustrie setzte die von Karl Jarres von Juli 1945 fort.
Geschützt durch seinen Aufenthalt in Österreich, war Poensgen zwar nicht, wie 76 führende Stahlindustrielle in der Nacht vom 30. Nov. auf den 1. Dez. 1945 von der britischen Besatzungsmacht verhaftet worden. Er wurde aber aus Österreich ausgewiesen und wohnte vorübergehend auf deutschem Gebiet in Kiefersfelden, dann bezog er sein Chalet „Brunn Matte“ in Zermatt. 1946 nahm er mit Billigung der britischen Besatzungsmacht von der Schweiz aus erneut leitende Positionen in der Schwerindustrie der damaligen Westzone ein. So blieb er im Aufsichtsrat der Vereinigten Stahlwerke, wurde Vorsitzender des Vereins Deutscher Eisenhüttenleute, dem heutigen Stahlinstitut VDEh, und trat in den Aufsichtsrat der Hanomag ein. Die Ehrungen durch das NS-Regime und Poensgens exponierte Stellung hatten aber dazu geführt, dass sein Name 1945 auf einer US-Liste „führender Industrieller, Finanziers und Wirtschaftsgestalten“ stand. Angesichts der fortgesetzten prominenten Stellung Poensgens übten daher vor allem Zeitungen aus dem damals sowjetisch besetzten Teil Deutschlands, aber auch US-amerikanische Zeitungen heftige Kritik an der fortgesetzten beruflichen Tätigkeit Poensgens.
Schließlich wurde Poensgen 1947 von den Briten international zur Fahndung ausgeschrieben, sein Anwesen in Zermatt durfte er weiter nutzen, es wurde aber beschlagnahmt. Im Rahmen der Entnazifizierung wurde Poensgen aber aufgrund der Aussagen zahlreicher Personen weitgehend entlastet, darunter durch Industrielle aus dem In- und Ausland sowie Gustav Lindemann.
Außerdem war Poensgen weder Mitglied einer NS-Organisation gewesen, hatte eine Finanzierung der NSDAP durch die von ihm geleitete Arbeitgeberorganisation „Arbeitnordwest“ widerrufen und Fördergruppen der Wirtschaft – wie dem berüchtigten „Freundeskreis Himmler“ – niemals angehört. In der Folge wurde Poensgen weder – wie etwa die Verantwortlichen der Konzerne Flick, Krupp und I.G. Farben – im Rahmen der Nürnberger Prozesse angeklagt oder als Zeuge geladen. Das britische Verfahren wurde eingestellt, die Schweizer Behörden widerriefen die Beschlagnahme von Poensgens Wohnsitz in Zermatt.
Bis kurz vor seinem Tod erhielt Poensgen in der Schweiz Besuch durch Personen, denen Sympathien für das NS-Regime nicht vorgeworfen wurden, so durch Ferdinand Sauerbruch und Paul Silverberg. 1949 starb Ernst Poensgen im Salem-Spital in Bern und wurde am 25. Juli 1949 in Kitzbühel begraben. Dort ruht auch seine zweite Frau Louise. Das Chalet „Brunn Matte“ in Zermatt vermachte er seinem dortigen Arzt.

## Mäzen, Lokalpolitiker und Privatmann
Poensgen war einer der Initiatoren der seinerzeit weltweit beachteten Großen Ausstellung für Gesundheitspflege, soziale Fürsorge und Leibesübungen Düsseldorf 1926 (GeSoLei) sowie Vorsitzender der Reichsausstellung Schaffendes Volk 1937 in Düsseldorf und bis in den Zweiten Weltkrieg hinein Mitglied des Düsseldorfer Stadtrats. 1927 verlieh ihm die Rheinisch-Westfälische Technische Hochschule Aachen die Ehrendoktorwürde (Dr.-Ing. E. h.) wegen seiner Verdienste um die Neuordnung des internationalen Stahlmarkts und um die GeSoLei. Nach der Besetzung Elsass-Lothringens durch die Nationalsozialisten verlieh ihm auch seine alte Alma Mater Straßburg einen Ehren-Doktor.
Poensgen gründete mit anderen Unternehmern die gemeinnützige Ernst-Poensgen-Stiftung zur Förderung von Kunst und Wissenschaft mit Sitz in Düsseldorf. Wie vordem seine Mutter unterstützte er das Schauspielhaus Düsseldorf.
Bis ins höhere Alter sportlich aktiv, war er auch ein Förderer des Sports in Düsseldorf. Er gehörte zu den Gründern und Vorsitzenden des Tennisvereins Rochusclub und unterstützte 1927 dessen Ausbau. Nach ihm sind die Poensgen-Spiele der Tennisdamen benannt worden. Auch war er Vorsitzender des Düsseldorfer Ruderverein 1880. Vorrangig für die Hauptverwaltung der „Vereinigten Stahlwerke“ ließ er 1937 in Düsseldorf-Lierenfeld ein Sportstadion, die Ernst-Poensgen-Kampfbahn, für den Düsseldorfer SV 04 errichten. Er veranlasste den Bau des Düsseldorfer Eisstadions an der Brehmstraße und den Zusammenschluss verschiedener Eissport-Vereine zur Düsseldorfer Eislauf-Gemeinschaft (DEG). Zur Anerkennung für die Verdienste um die Stadt wurde die frühere Stadtwaldstraße umbenannt in Ernst-Poensgen-Allee.
In Bonn war Poensgen seit dem Auszug von Lili Hammerschmidt, der Mutter seiner zweiten Frau, aus der Villa Hammerschmidt im Jahr 1928 zuständig für die weitere Nutzung des gesamten Anwesens.

## Familie
Herkunft, Eltern und Geschwister

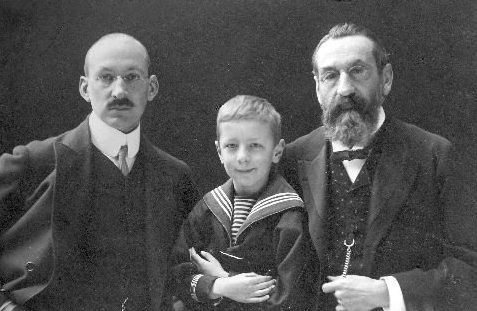
Ernst Poensgen mit Sohn Georg und Vater Carl, etwa 1903

Ernst Poensgen stammt aus der weit verzweigten Familie Poensgen, deren Mitglieder zunächst in der Eifel, seit etwa 1860 im Raum Düsseldorf zahlreiche Unternehmen der Eisenindustrie gegründet hatten. Er war das erste von zehn Kindern von Carl Poensgen (27. Januar 1838 bis 3. November 1921) und Clara geb. Poensgen (14. Juni 1846 bis 4. August 1910). Von seinen 9 Geschwistern hatte zumindest der zweitjüngste, Kurt (24. November 1885 bis 8. März 1944), Kinder: Aus der Ehe mit Elisabeth („Lilli“), geb. Gelpcke, stammen neben dem Sohn Carl Poensgen (25. Juli 1922 bis 23. August 1944) die Tochter Christa („Kika“) Elisabeth Poensgen (1. Mai 1926), die am 13. Juli 1955 den späteren HNO-Professor Norbert Karl Willm Wagemann heiratete. Ein weiterer Bruder, Albert Poensgen (1881–1976) wurde Finanzgerichtspräsident und mehrfacher Welt- und Vizeweltmeister im Billardsport.
Ehen und Kinder
1. 26. September 1895 in Berlin mit Elisabeth geb. Cohnitz (1876–1917) aus Langerfeld bei (Wuppertal-)Barmen, gemeinsamer Sohn und einziges Kind von Ernst Poensgen: Georg Poensgen (7. Dezember 1898 bis 11. Januar 1974), Verfasser zahlreicher Werke der Kunstgeschichte vor allem des Mittelalters, als Hauptmann im Oktober 1941 beteiligt an der Verbringung des Bernsteinzimmers vom Katharinen-Palais in Puschkin bei Leningrad nach Königsberg, Direktor des Kurpfälzischen Museums Heidelberg, verheiratet mit Emma Elisabeth Agnes Hübner (6. Januar 1898 bis 4. März 1980), ohne Kinder. Auf Initiative von Ernst Poensgen wuchs Alfred Sohn-Rethel als Ziehkind zusammen mit Georg auf.
2. 30. Oktober 1918 in Düsseldorf mit Louise Julie gen. „Lulu“ geb. Hammerschmidt (1885–1944), einer Tochter von Rudolf Hammerschmidt und in erster Ehe verheiratet mit Hans Wolff; diese Ehe blieb kinderlos.

Weitere Verwandte
Carl Rudolf Poensgen war einer der zahlreichen Vettern von Ernst Poensgen; er ist wie dieser in Düsseldorf auf Grund seines Mäzenatentums bekannt.

## Schriften
- Hitler und die Ruhrindustriellen. Ein Rückblick. Typoskript, 1945, mit zwei Nachträgen 1946 16 S. U. a. in: Archiv Thyssen, VSt 4146; Mannesmann-Archiv, P 2.25088; Nachlass Walter Rohland (s. NOR / 13 in: Holger Menne und Michael Farrenkopf, Nachdruck in: Willi Eichler „Europe speaks“ (Pressekorrespondenzen des Internationalen Sozialistischen Kampfbunds), September 1945, London) Online
- Briefe über die Schwerindustrie. Oldenburg 1932. (unter dem Pseudonym: Horst Hammer)